# Stanisława Rodzińska
Stanisława Rodzińska, in religione Maria Giulia (Nawojowa, 16 marzo 1899 – Sztutowo, 20 febbraio 1945), è stata una religiosa polacca della congregazione delle Suore di San Domenico.
Morì di stenti mentre era prigioniera nel campo di concentramento di Stutthof, durante l'occupazione nazista della Polonia.
Fu beatificata come martire da papa Giovanni Paolo II il 13 giugno 1999, durante il viaggio apostolico del pontefice a Varsavia.
Il suo elogio si legge nel martirologio romano al 20 febbraio.